# Monte cortadores de pedra

o Monte cortadores de pedra (em hebraico:  הר חוצבים, transl. Har Hotzvim;)
é um parque industrial de alta tecnologia em Jerusalém. Fundada no início de 1970 pela empresa de Jerusalém Finanças, também é conhecido como: Campus of Science-Rich Industries (קריית תעשיות עתירות מדע, Kiryat Ta'asiyot Atirot Mada).
Monte cortadores de pedra também é uma montanha. O pico é de 703 metros acima do nível do mar.

## Galeria

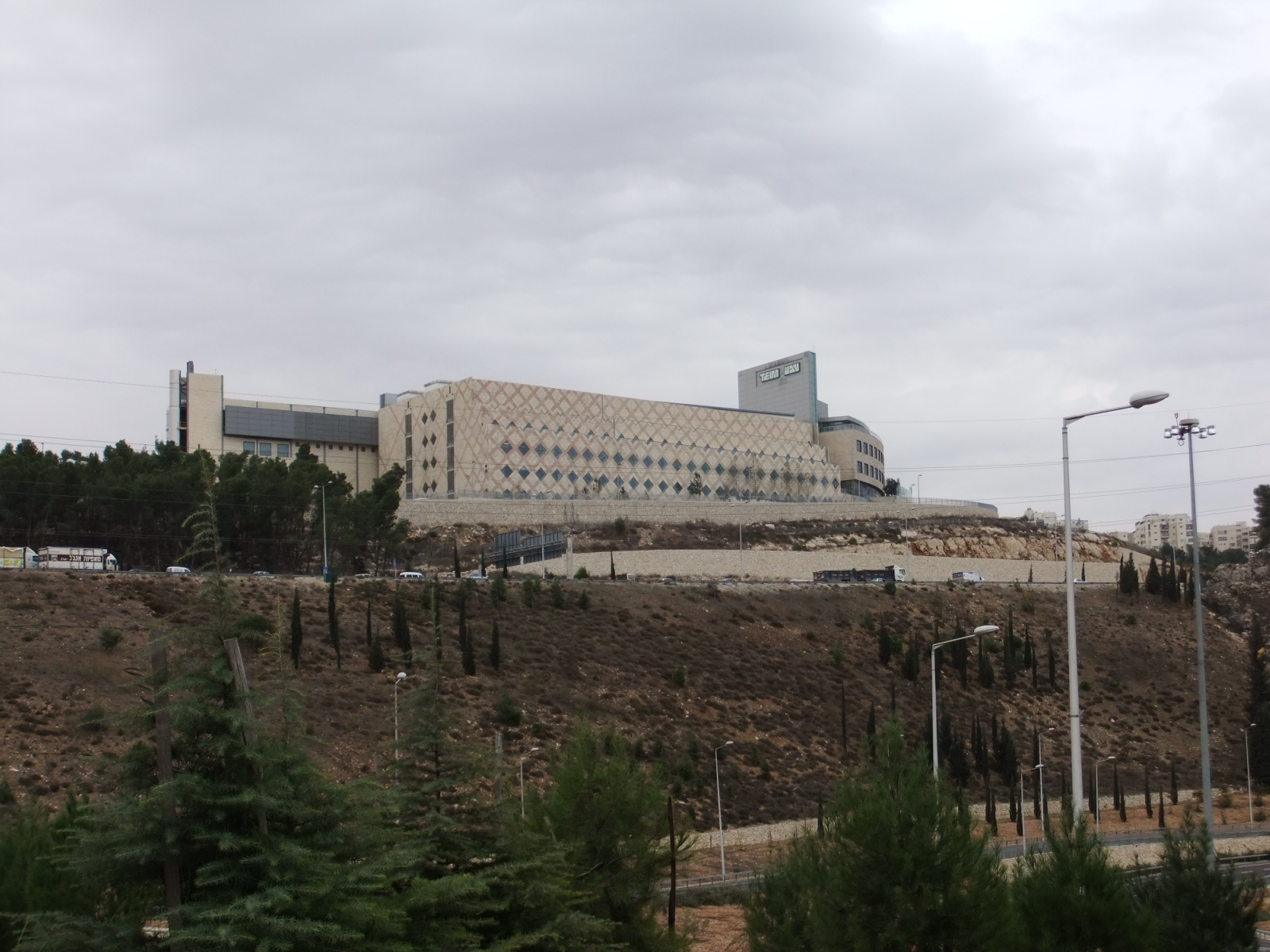
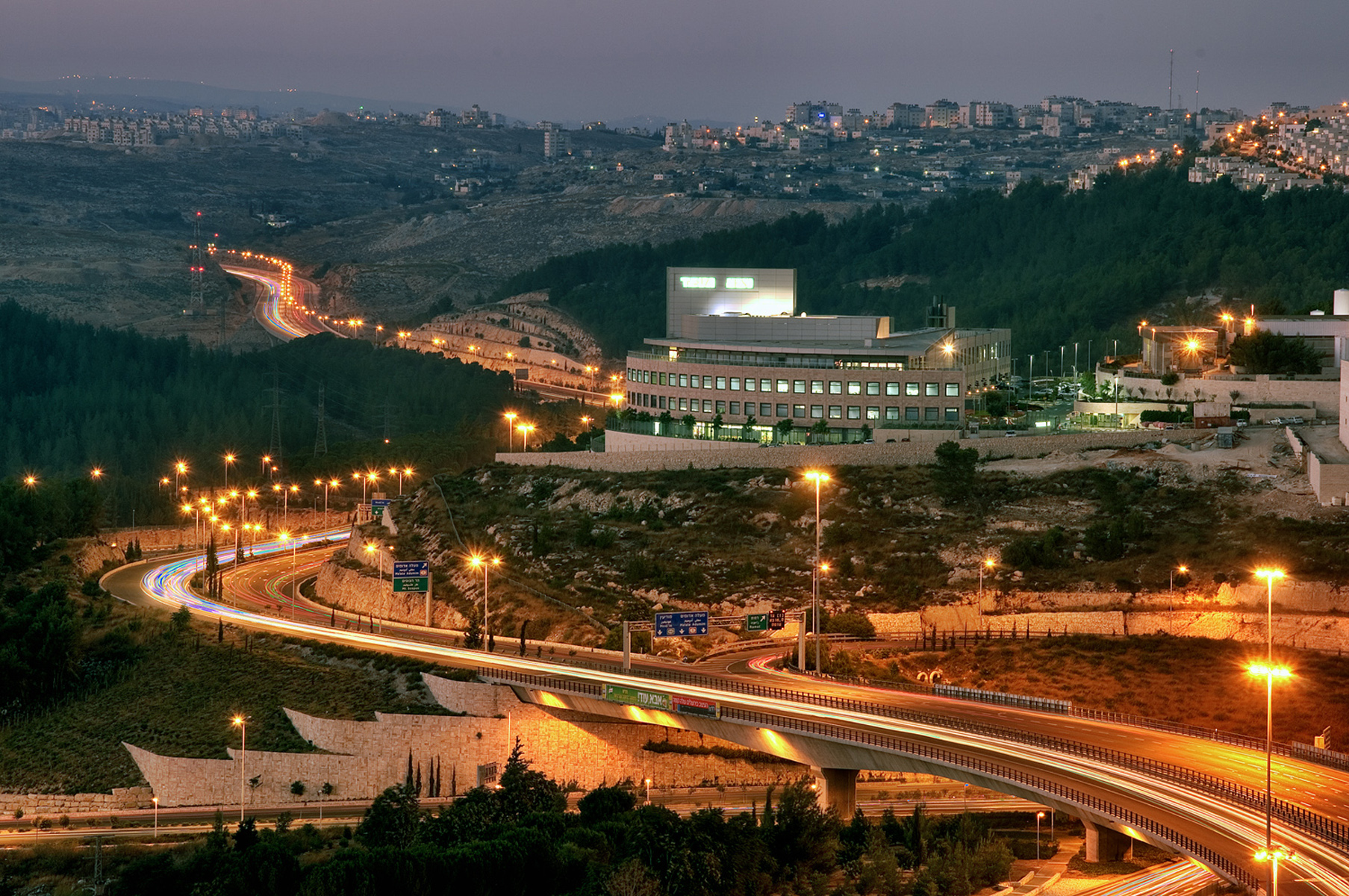
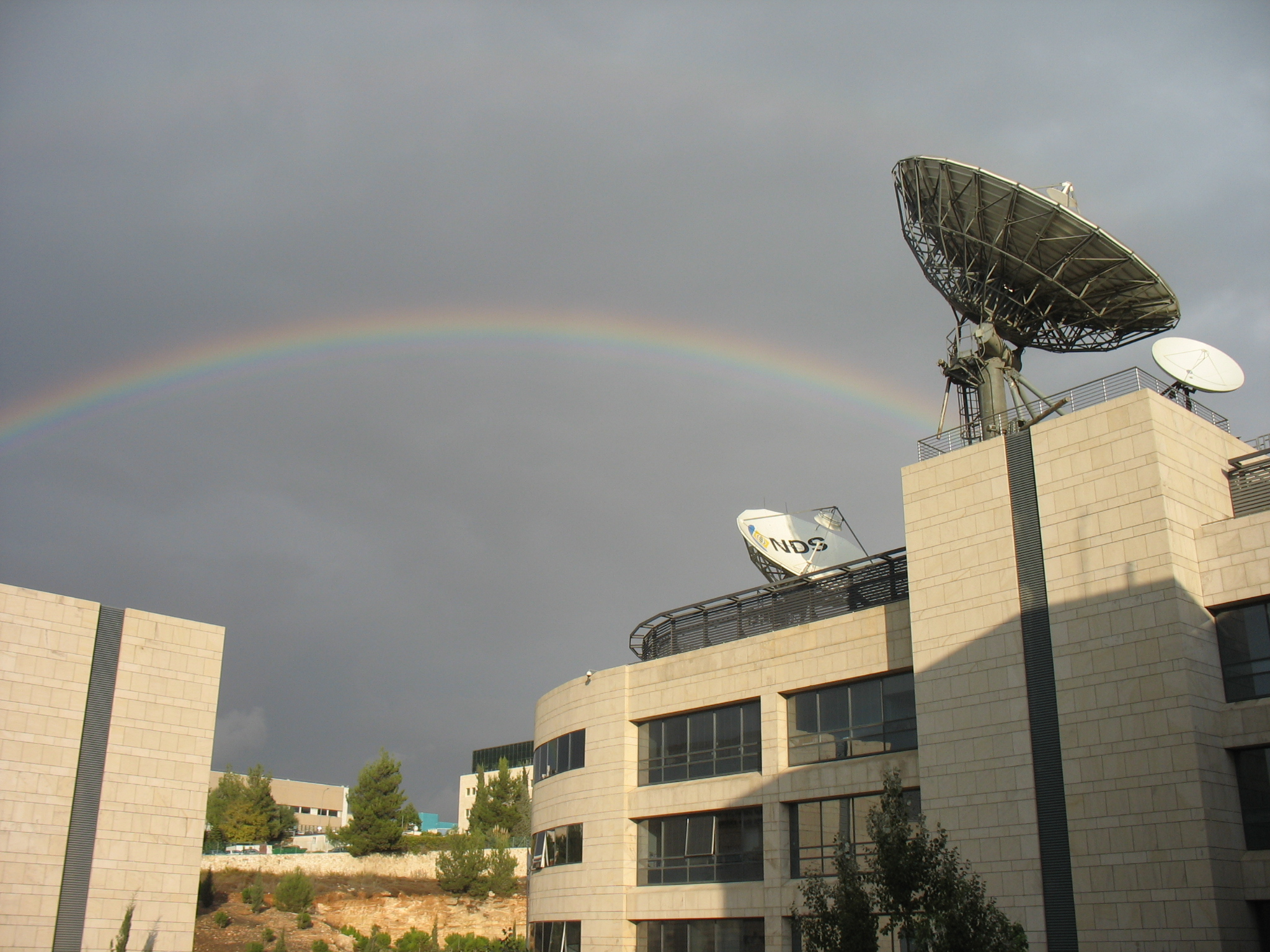
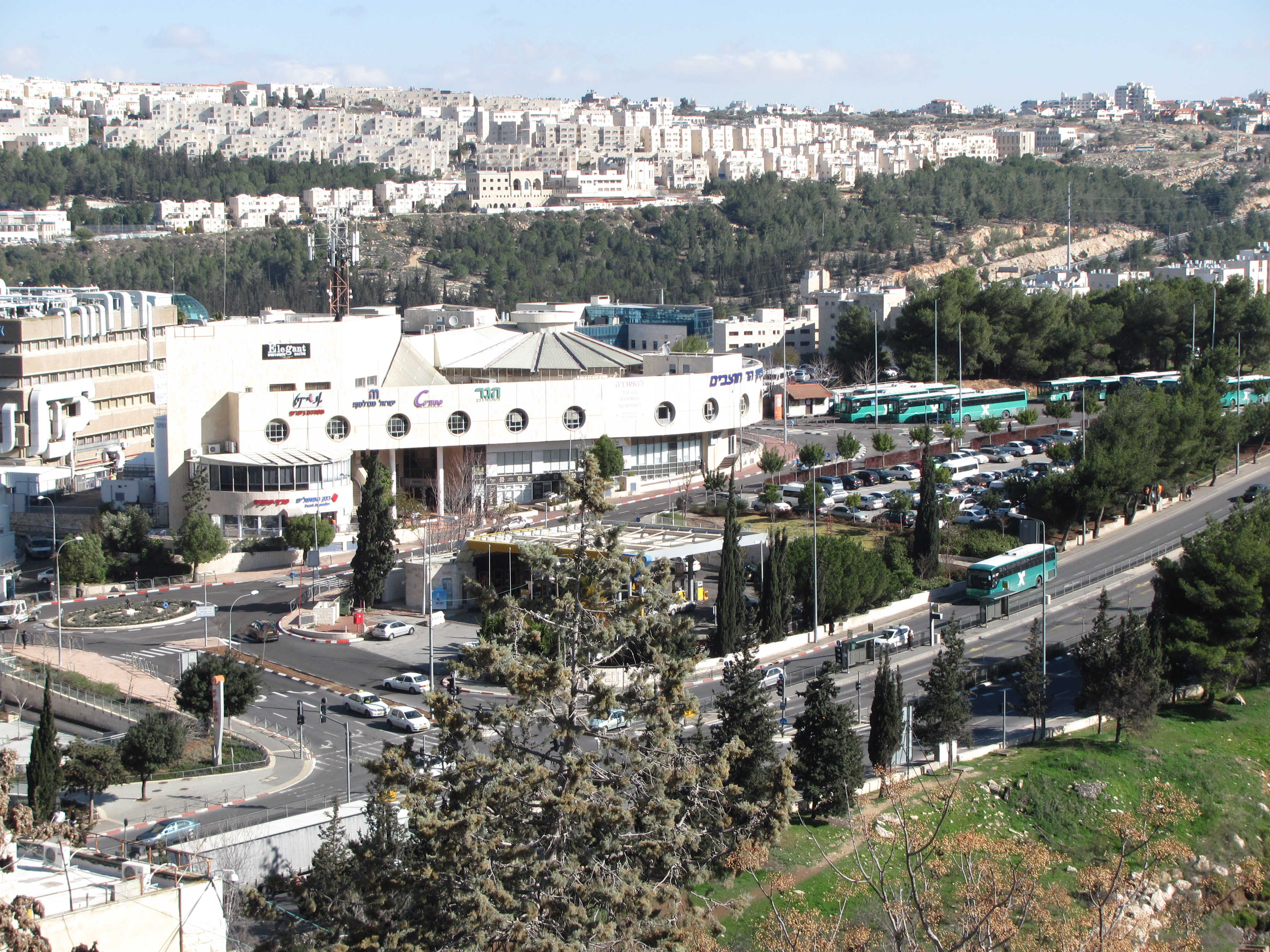